# Nunuku-whenua
Nunuku-whenua est un chef moriori et un célèbre pacifiste du XVIe siècle.
Les Moriori sont un peuple polynésien qui s'installa aux îles Chatham, alors inhabitées, vers l'an 1500. À la suite d'un conflit entre les tribus, Nunuku-whenua, l'un des principaux chefs moriori, de la tribu Hamata, édicta la « loi de Nunuku », qui interdisait toute guerre, toute exécution et tout cannibalisme. Si l'origine de cette loi est relatée par la tradition, les recherches archéologiques ne la contredisent pas.
L'histoire et la tradition suggèrent que la loi a été largement respectée. La paix fut maintenue aux îles Chatham jusqu'à ce que celles-ci soient découvertes par deux iwi maori, les Ngāti Mutunga et les Ngāti Tama, dans les années 1830. Les Maori envahirent les îles en 1835, se livrant à des massacres. Un millier d'hommes moriori se réunirent en conseil d'urgence à Te Awapātiki. Alors que les plus jeunes prônèrent une résistance armée, les anciens arguèrent que la loi de Nunuku ne pouvait être brisée en aucune circonstance. La population moriori, conquise et réduite en esclavage, chuta de plus de 1600 en 1835 à moins de 100 trente ans plus tard.